# Dansk-Tysk Handelskammer
Dansk-Tysk Handelskammer (tysk: Deutsch-Dänische Handelskammer) i København er en del af et netværk af over 150 tyske udenrigshandelskamre (AHK) verden over, som hører under paraplyorganisationen DIHK – Deutsche Industrie- und Handelskammer (dansk: Det Tyske Industri- og Handelskammer). Handelskammeret varetager medlemsvirksomhedernes interesser i den dansk-tyske samhandel og tilbyder derudover en række serviceydelser til virksomheder, der opererer inden for det bilaterale erhvervssamarbejde. Dansk-Tysk Handelskammer betegnes også AHK Dänemark.

## Historie
Handelskammeret blev grundlagt i 1992 som efterfølger til det repræsentationskontor, som blev oprettet i 1987. For at imødekomme stadigt mere specialiserede kundeforespørgsler med øget fleksibilitet og faglig ekspertise blev datterselskabet Service ApS etableret i 2006 under ledelse af Gunnar Tessin. Den 1. april 2011 blev datterselskabet omdøbt til DEinternational Denmark ApS, som i dag ledes af Mette-Kathrine Kundby.
Fra 1992 og frem til udgangen af 2008 var Gerhard Glaser administrerende direktør for Handelskammeret, hvorefter Reiner Perau overtog posten som administrerende direktør frem til udgangen af 2022. Siden april 2023 har Andreas Wenzel været CEO for Handelskammeret i København.

## Struktur
Dansk-Tysk Handelskammer er opdelt i flere teams: Legal & Tax, Market Entry, Løn & Regnskab, Miljø & Emballage, Medlemmer & Kommunikation, Administration og IT. I alt er der 27 medarbejdere ansat, og Handelskammeret tilbyder desuden praktikpladser.
Bestyrelsen består af repræsentanter fra både danske og tyske medlemsvirksomheder samt direktøren. Den spiller en vigtig rolle i at styrke forbindelsen til det dansk-tyske erhvervsliv og bidrager til at fastlægge Handelskammerets strategiske retning.
Siden juni 2024 har Martin Neubert, Group Chief Investment Officer og partner hos Copenhagen Infrastructure Partners, været bestyrelsesformand.

## Funktion og opgaver
Dansk-Tysk Handelskammer varetager tre centrale roller. Først og fremmest fungerer Handelskammeret som den officielle repræsentant for tysk erhvervsliv i Danmark, hvor fokus ligger på at styrke den tyske udenrigshandel og fremme interesserne for tyske virksomheder med aktiviteter i landet. 
Derudover fungerer Handelskammeret som en medlemsbaseret netværksorganisation, der forbinder virksomheder, som allerede er aktive på det danske og tyske marked, eller som ønsker at etablere sig i et af de to lande. Endelig tilbyder Handelskammeret professionel rådgivning og specialiseret støtte gennem en bred vifte af services, der understøtter virksomhedernes internationale engagement.

## Tjenester og tilbud
Dansk-Tysk Handelskammer tilbyder:
- Et netværk mellem tyske og danske virksomheder og det internationale erhvervsliv
- Events og netværksarrangementer
- Nyhedsbreve og opdateringer om dansk-tyske relationer
- Rådgivning og støtte til virksomheder, der ønsker at eksportere til Danmark eller Tyskland, inkl. markedsadgang, formidling og markedsviden i begge retninger
- Juridisk og skattemæssig rådgivning til tyske virksomheder i Danmark og danske virksomheder med aktiviteter i Tyskland
- Personaleydelser såsom lønbogholderi, bogholderi og regnskabsservice.

## Medlemskab
Som medlem af Dansk-Tysk Handelskammer får virksomheder mulighed for at være en del af et dansk-tysk erhvervsnetværk med omkring 670 medlemmer. Fordele ved medlemskab inkluderer adgang til netværket samt til events såsom nytårsreception, årsdag, uddeling af de dansk-tyske erhvervspriser og German-Danish Green Hydrogen Forum. Medlemmer får desuden synlighed, rabatter på Handelskammerets ydelser samt HR-fordele.

## Faglige fokusområder
Handelskammeret arbejder på tværs af brancher med særligt fokus på grøn omstilling, bæredygtig infrastruktur samt teknologi & innovation. Dansk-Tysk Handelskammer repræsenterer desuden tysk erhvervsliv på Island og rådgiver derfor også om emner relateret til Island.

## Weblinks
- www.handelskammer.dk – officiel hjemmeside (dansk og tysk)
- Tysk-dansk Handelskammer på LinkedIn - officiel LinkedIn-konto